# Trevor Hutchinson
Trevor Hutchinson est un des fondateurs et le joueur de contrebasse du groupe de musique traditionnelle irlandaise Lúnasa. Né en Cookstown, comté de Tyrone, Irlande du Nord, il a également joué pour The Waterboys et Sharon Shannon.

## Discographie
Avec Lúnasa
- Lúnasa
- Otherworld
- Merry Sisters of Fate
- Redwood
- The Kinnitty Sessions
- Sé